# Kea (nem)
A kea (Nestor) a papagájalakúak (Psittaciformes) rendjébe sorolt bagolypapagáj-szerűek (Strigopidae) öregcsaládjában, a keafélék (Nestoridae) családjának egyetlen recens neme.

## Rendszertani helyzete
Besorolása korábban vitatott volt, egyes rendszerezők önálló alcsaládot különítettek el számára keaformák (Nestorinae) néven. A 2020-as évek elején ez a keafélék (Nestoridae) egyetlen alcsaládja a keafajok mellett a kihalt Néleusz-papagáj (Nelepsittacus) nem három fajával.
Feltételezik, hogy a keák közös őse, az "ős-Kākā" (proto-Kākā) Új-Zéland erdeiben élhetett öt millió éve.
Legközelebbi élő rokona a kakapó (Strigops habroptila).
A bagolypapagáj-szerűek (Strigopoidea) öregcsaládja egy ősi csoport, amely minden más papagájalakútól (Psittaciformes) elkülönült még azok szétterjedése előtt.

## Fajok
Két túlélő és legalább egy jól dokumentált kihalt faj alkotja a nemet. A negyedik fajról, a Chatham-szigeti keáról nagyon keveset tudunk; lehet, hogy konspecifikus más keafajjal.
A nembe négy faj tartozik:
- Parti kea (Nestor meridionalis)
- Hegyi kea (Nestor  notabilis)
- † Norfolki kea (Nestor  productus)
- † Chathami kea (Nestor  chathamensis)

## Fordítás
- Ez a szócikk részben vagy egészben  a   Nestor (genus) című angol Wikipédia-szócikk fordításán alapul.  Az eredeti cikk szerkesztőit annak laptörténete sorolja fel. Ez a jelzés csupán a megfogalmazás eredetét és a szerzői jogokat jelzi, nem szolgál a cikkben szereplő információk forrásmegjelöléseként.